# FM 야마가타

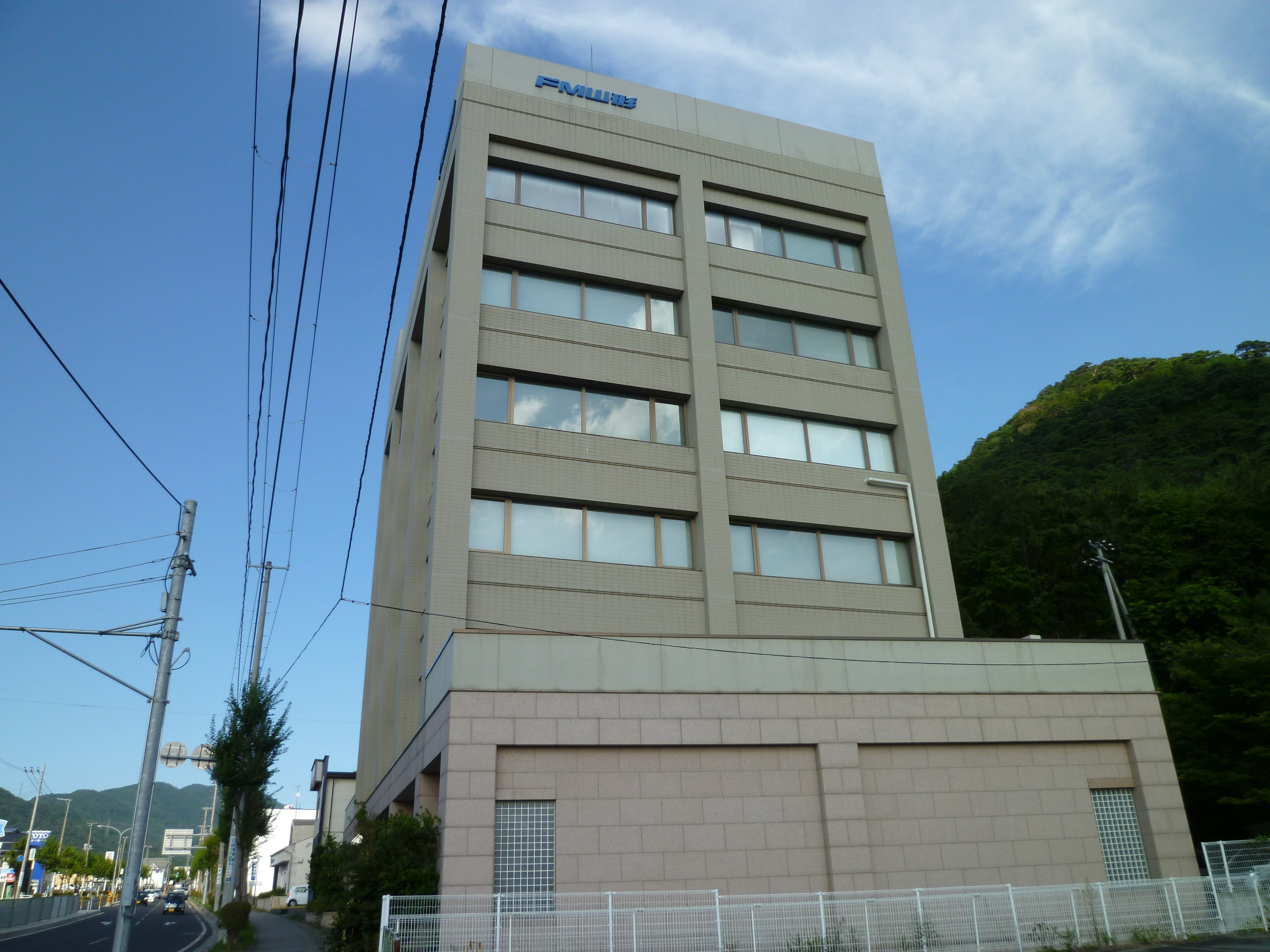
FM 야마가타

FM야마가타는 일본의 FM라디오 방송국으로 1989년 4월 1일 개국했으며 야마가타현에서 방송을 실시하고 있다.
JFN에 가맹했으며 애칭은 Rhythm Station, 콜사인은 JOEV-FM이다.

## 개요
- 2010년 4월 2일부터 애칭을 Boy-FM에서 Rhythm Station으로 개칭하면서 음악 프로그램을 중심으로 한 대폭적인 프로그램 개편을 실시했다.
  - 그와 더불어 자사 제작 프로그램도 큰폭으로 늘려 금요일에 5 시간 반 짜리 생방송 와이드 프로그램을 신설하기도 했으며 덧붙여 말하면, FM야마가타에서 이렇게 긴 길이의 프로그램을 방송하는 것은 개국 이후 이번이 최초이다.
- 이전에 사용하던 애칭인 Boy-FM은 디지털 방식으로 야마가타 방송국의 주파수 「80.4」를 표시하면 「Boy」로 보이기 때문에 그렇게 붙였다고 한다.
- FM방송국으로서는 드물게 야마가타현에 있는 J리그 축구팀 몬테디오 야마가타의 홈 게임 중계를 몬테디오 야마가타가 J2에 있었을 당시부터 방송하고 있다.[1]

## 연혁
- 1988년 7월 25일 라디오 예비 면허 교부
- 1988년 9월 1일 주식회사 FM야마가타 설립
- 1989년 4월 1일 일본 30번째 민영 FM 방송국으로 설립
- 1995년 4월 1일 FM 문자다중방송 개시
- 2002년 10월 14일 요네자와 중계국 출력을 10W에서 100W로 증력
- 2010년 4월 2일 애칭을 Rhythm Station으로 개칭
- 2014년 3월 31일 FM 문자다중방송 종료

## 주파수
- 야마가타 방송국:80.4MHz(출력:1KW)
- 쓰루오카 중계국:76.9MHz(출력:250W)
- 요네자와 중계국:77.3MHz(출력:100W)
- 신조 중계국:78.2MHz(출력:50W)

## 야마가타현에 있는 다른 텔레비전·라디오 방송국
- NHK 야마가타 방송국
- 야마가타 방송(YBC)(TV는 니혼 TV 계열, 라디오는 JRN&NRN계열)
- 야마가타 TV(YTS)(TV 아사히 계열)
- TV-U 야마가타(TUY)(도쿄 방송 계열)
- 사쿠란보 TV(SAY)(후지 TV 계열)